# Breezin'

Capa do álbum.

Breezin' é um álbum de estúdio de George Benson, lançado em 1976. Na versão vinil possui 6 faixas: Lado A: Breezin', This Masquerade, Six to Four; Lado B: Affirmation, So this is Love?, Lady. Músicos de estúdio que gravaram com Benson neste LP: Phil Upchurch - guitarra rítmica; Ronnie Foster - piano elétrico; Jorge Dalto - piano acústico; Stanley Banks - baixo elétrico; Harvey Mason - bateria; Ralph MacDonald - percussão. Em algumas versões em CD possui mais 3 músicas bônus: Down Here On The Ground, Shark Bite e This Masquerade (Single Edit). Este álbum está na lista dos 200 álbuns definitivos no Rock and Roll Hall of Fame.
Porém, a música Breezin foi lançada por Gabór Szabò, em 1971. 